# Marché commun

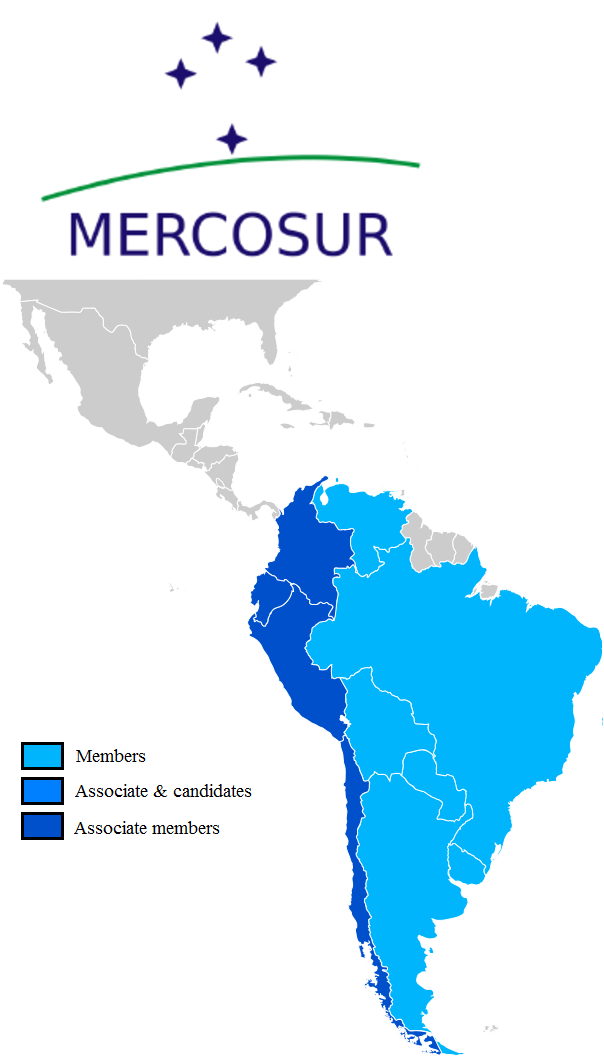
Un marché commun : le Mercosur.

Un marché commun, ou marché intérieur, fait référence au marché économique sur lesquels les agents économiques peuvent acheter et vendre librement des biens et services, sans droits de douane et avec libre circulation et même réglementations. En général, le marché intérieur est l’économie nationale ; dans le cadre d’une union économique, le marché intérieur est l’ensemble de cette zone économique.
Le marché commun européen, né du Traité de Rome, est le premier à être mis en place, à partir de 1968 (18 ans avant la signature de l'acte unique), regroupe différents pays européens qui décident de supprimer une à une les barrières internes à la libre circulation des biens, des services, des capitaux et des personnes. Cette ambition commerçante et commerciale a un volet politique qui donnera progressivement naissance à l’Union européenne. Le marché commun évoluera en marché intérieur avec le traité de Lisbonne.
Le marché commun centraméricain regroupe, depuis 1960, six petits pays d'Amérique centrale. Les six pétromonarchies du Golfe Persique ont ouvert, en 1981, leur marché commun du Golfe. Le marché commun de l'Afrique orientale et australe se crée depuis 1981 tout d'abord sous forme d'union douanière puis d'organisation.